# Tração dianteira
A tração dianteira, abreviada por FWD (do inglês front-wheel-drive) é o tipo de tração de veículos terrestres onde as rodas dianteiras são as motrizes. Nos automóveis, normalmente o motor fica na frente do veículo, configuração conhecida como "motor dianteiro, tração dianteira" (disposição FF). Esta disposição é normalmente escolhida por ser mais compacta. Como o motor e as rodas motrizes estão na frente, não há a necessidade do uso de um eixo cardã para transferir a tração para o outro lado do automóvel. Como as rodas dianteiras são as direcionais e as motrizes, em condições de baixa aderência (como neve, gelo ou asfalto molhado) elas são consideradas superiores a disposição FR, de motor frontal e tração traseira. O peso do motor sob as rodas da frente também ajuda na aderência. No entanto, raramente carros potentes utilizam a tração dianteira, por causa da transferência de peso para as rodas traseiras numa aceleração. Com menos peso, as rodas dianteiras ficam com menos aderência, o que limita a potência e o torque que poderiam ser aplicados, e assim, prejudica a própria aceleração. Em certos casos, as rodas podem patinar diminuindo ainda mais a aceleração. Algumas montadoras adotaram o controle de tração, que evita a patinação das rodas. Em contrapartida, parte da potência e do torque disponível é limitado e não é aplicado com a eficiência que poderia ser.
O motor transversal (da figura) é comumente utilizado em carros de disposição FF, em contraste com os carros de disposição FR, que utilizam, em sua grande maioria, motor longitudinal. A disposição FF também restringe o tamanho do motor. Essa configuração tem, na maior parte das vezes, motor de 4 cilindros em linha ou V6. Motores mais longos, tais como 6 cilindros em linha ou V8 raramente conseguem ser colocados. Existem exceções, como o Volvo S80 com motor 6 cilindros em linha e disposição FF.

## Características

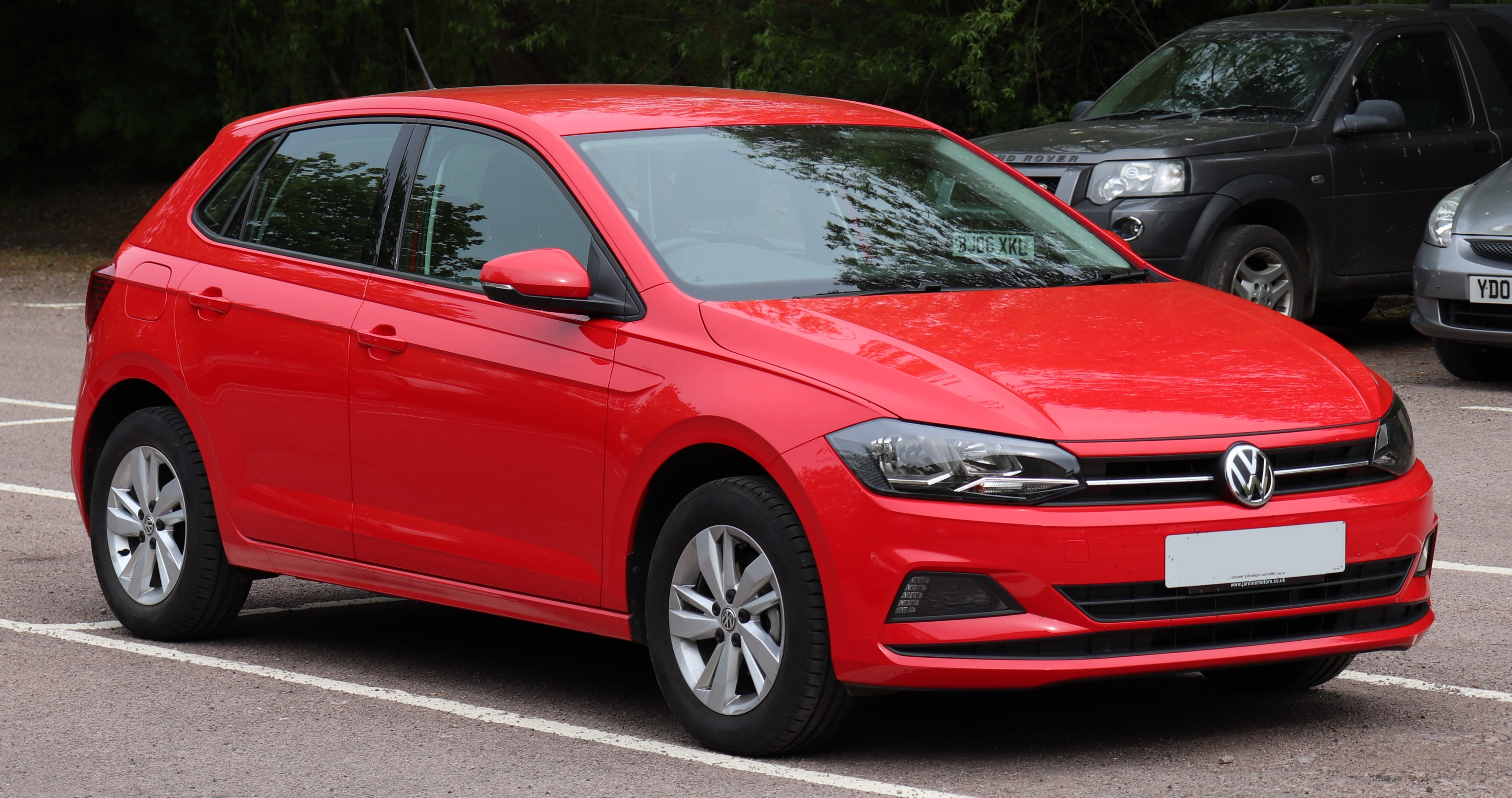
Volkswagen Polo, exemplo de carro com tração dianteira.

Automóveis com tração e motor dianteiros têm normalmente mais espaço interno do que qualquer outro tipo de disposição. Isto acontece porque a cadeia cinemática é uma unidade única e compacta, localizada somente sob o capô. Dito isso, não é necessário o uso de um túnel para acomodar o eixo cardã ou um diferencial, o que aumenta o espaço interno. Também apresenta menos e menores componentes, o que reduz o peso. A conexão direta entre o motor, a transmissão e as rodas reduz a massa e a inércia comparado com um veículo de disposição FR. Isto garante maior economia de combustível. Em carros de disposição FF, todo o peso do motor e da transmissão ficam nas rodas da frente (assim como o centro de gravidade), o que melhora a tração e a capacidade de esterçamento em condições de baixa aderência. Como automóveis de tração dianteira tendem a subesterçar no seu limite, são mais fáceis de dirigir e são mais previsíveis nas mãos de pilotos inexperientes, ao contrário dos de tração traseira, que tendem a sobresterço e podem ser mais imprevisíveis nas mãos de pilotos inexperientes, principalmente aqueles automóveis sem qualquer controle eletrônico. Essa facilidade é mais um dos motivos pelo qual hoje em dia a maior parte dos carros populares têm tração dianteira.

### Vantagens
- Como a cadeia cinemática é um único compartimento, não há a necessidade de dedicar parte do espaço interior para acomodar o eixo cardã ou o diferencial;
- Os componentes da disposição FF são mais compactos e menores que os da disposição FR ou da MR. Por causa disso, têm menor inércia e gastam menos combustível;[4]
- Pela cadeia cinemática ser compacta e localiza somente na dianteira, os veículos de disposição FF são mais baratos e fáceis de se montar que os de disposição FR comparáveis;
- Como o motor, a transmissão e o diferencial estão acoplados uns aos outros, há uma menor perda de potência e torque provocada pelo atrito e inércia dos componentes;
- Como a maior parte responsável pelo funcionamento do automóvel está posicionada na frente, a força peso exercida nas rodas da frente cria mais aderência, o que melhora a capacidade de manobra e tração em condições de pouca aderência;
- As características de esterçamento são mais previsíveis para pilotos inexperientes. Já que carros de tração dianteira tendem ao subesterço no limite, a correção é instintiva e é mais fácil que nos casos de tração traseira, onde se predomina o sobresterço e há uma maior imprevisibilidade e risco de rodopiar na pista;
- É muito mais fácil por parte de um condutor experiente controlar automóveis de tração dianteira em condições extremas como subesterço, frenagem/aceleração brusca e uso do freio de mão em alta velocidade;
- Em frenagens ou desacelerações bruscas, é muito mais fácil de se controlar o possível sobresterço causado pela rápida transferência de peso das rodas de trás para as da frente;
- Diferente dos carros de disposição FR, pode-se estender o entre-eixos sem a necessidade da construção de um eixo cardã, além de não haver flexibilidade mecânica causada pelo mesmo.

### Desvantagens
- A disposição FF tem uma distribuição de peso fortemente voltada para frente, o que torna o sobesterço mais pronunciado, principalmente em automóveis de alta potência;
  - Caso um automóvel de motor dianteiro for equipado com um sistema de tração integral, direção ativa, diferencial ativo e um rápido sistema de ajuste eletrônico da suspensão, pode contornar ou solucionar este problema. O outro problema seria que, comparado a carros de tração traseira, essa solução seria muito mais pesada, complexa e cara;[5][6]
- O esterçamento por torque é uma tendência. Por causa da aceleração e do desequilíbrio da força mecânica causada pelo diferencial, o esterçamento por torque puxa a direção involuntariamente para esquerda e/ou direita. É o resultado do deslocamento entre o ponto onde a roda esterça e o baricentro da sua área de contato. Alguns diferenciais inteligentes podem reduzir ou até solucionar este problema;[7]
- Em situações de reboque, carros de tração dianteira estão em desvantagem que em qualquer outro tipo de tração. Como o peso do reboque fica na traseira, o centro de gravidade é deslocado para trás, diminuindo assim a tração e a estabilidade;
- Como o peso se desloca para trás, a tração pode ser reduzida ao tentar subir uma ladeira em condições escorregadias, como de neve ou estradas cobertas de gelo;
- Devido à geometria e a restrições de acondicionamento, as juntas homocinéticas ligadas ao cubo da roda têm uma tendência a se desgastar muito mais do que as juntas universais tipicamente utilizadas em carros de tração traseira. Os eixos de transmissão em carros de tração dianteira são significativamente menores, o que faz com que o conjunto flexione através de um grau de rotação muito superior de movimento, sendo agravado pelo fato da constante movimentação do ângulo de direção. Já as juntas homocinéticas de um carro de tração traseira raramente encontra movimentos angulares, por isso se desgastam em menos da metade dos carros de tração dianteira;
- O diâmetro de giro de carros de tração e motor dianteiros tende a ser maior, por esta disposição utilizar quase que sempre o motor transversal, o que aumenta o esterçamento das rodas;
- A disposição transversal do motor FF restringe o tamanho do motor, por isso, essa disposição é raramente utilizada para esportivos de luxo e em carros potentes. Normalmente, a disposição FF pode acomodar um V6 ou um 4 em linha. Em raras exceções, acomoda um V8. Para contornar este problema, pode-se utilizar o motor VR;
- Aumenta o uso e desgaste dos pneus da frente e diminui a aderência disponível, já que estes mesmos pneus são utilizados para acelerar, frear e esterçar;
- Em frenagens extremas esse tipo de disposição (que já tem sua disposição de peso mais para frente) aumenta-se o peso do eixo da frente e diminui-se o de trás. Isso resulta em forças desproporcionais de frenagem, onde os eixos traseiros quase não têm força peso suficiente para uma frenagem eficaz. Por esse motivo, carros populares de disposição FF utilizam atrás os mais baratos freios a tambor. É por isso também que, em frenagens, essa disposição faz o veículo sair de frente, especialmente em veículos sem ABS;
- A sensação de dirigir em certos casos pode não ser tão boa quanto outro tipo de tração. Isso porque nos carros de motor e tração dianteiros a distribuição de peso é desigual e voltada para frente. Juntamente com o esterçamento por torque, a tração lateral é bem mais limitada. Esse problema pode ser parcialmente resolvido reduzindo-se o peso do veículo.